# 瀨戶口藤吉
瀨戶口藤吉（日语：／ Setoguchi Tōkichi */?；1868年6月29日—1941年11月8日），日本音樂家、海軍軍樂師。出生地有鹿兒島縣鹿兒島郡小川町（今鹿兒島市）和鹿兒島縣肝屬郡垂水村（今垂水市）兩種說法。撰有《軍艦進行曲》和《愛國進行曲》這兩首名曲，有「日本進行曲之父」之美譽。

## 外部鏈接
- http://www.city.tarumizu.lg.jp/izin/setoguchi/ryakureki.htm%5B%5D
- ，存于
- http://www.city.tarumizu.lg.jp/izin/setoguchi/setokon.htm （页面存档备份，存于）